# Ernesto Corvalán Nanclares
Ernesto Abelardo Corvalán Nanclares (* 1918 in Mendoza, Provinz Mendoza; † 31. Mai 2006 in Buenos Aires) war ein argentinischer Jurist und Politiker der peronistischen Partido Justicialista (PJ), der unter anderem zwischen 1973 und 1975 Richter am Obersten Gerichtshof sowie danach von 1975 bis 1976 Justizminister war.

## Leben

### Rechtsanwalt und Politiker in der Provinz Mendoza
Corvalán Nanclares absolvierte nach dem Schulbesuch ein Studium der Rechtswissenschaften und war nach Abschluss des Studiums sowie anwaltlicher Zulassung als Rechtsanwalt tätig. Zu Beginn der 1950er Jahre begann er sein politisches Engagement innerhalb der von ihm in der Provinz Mendoza mitbegründeten peronistischen Partido Justicialista und wurde für diese 1951 zum Mitglied der Deputiertenkammer der Provinz (Cámara de Diputados provincial) gewählt, der er bis 1955 angehörte. Zeitweilig war er Präsident der Deputiertenkammer.
Nach dem Verbot der PJ nach dem Staatsstreich gegen Präsident Juan Perón 1955 widmete er sich wieder seiner anwaltlichen Tätigkeit, ehe er nach der Aufhebung des Parteiverbots im Januar 1961 zusammen mit Alberto Serú García die neoperonistische Partido Tres Banderas (PTB) gründete, um mit dieser bei den bevorstehenden Provinzwahlen anzutreten. Bei den Provinzwahlen im Februar 1962 fielen rund 20 Prozent der Wählerstimmen auf die PTB, die damit nur knapp hinter der Partido Demócrata sowie der Unión Cívica Radical del Pueblo (UCRP) des mehrmals erfolglosen Präsidentschaftskandidaten Ricardo Balbín lag. Das Wahlergebnis der PTB litt dabei unter anderem daran, dass mit der Partido Blanco (PB) eine zweite neoperonistische Partei angetreten war.
Bei den Wahlen im Juli 1963 kandidierte Corvalán Nanclares für das Amt des Gouverneurs der Provinz Mendoza und kam mit 18,5 Prozent der Stimmen auf dem zweiten Platz nach dem zum Gouverneur gewählten Francisco Gabrielli von der Partido Demócrata. Bei den Wahlen 1965 vereinigten sich die PTB und die PB zu der gemeinsamen vereinigten peronistischen Liste Movimiento Popular Mendocino und erreichten nach der Partido Demócrata den zweiten Platz. Kurz vor den Neuwahlen für das Gouverneursamt kam es jedoch zu einer neuerlichen Spaltung der Partei bei der Kandidatenaufstellung: Während Serú García für den Gewerkschaftsfunktionär Augusto Timoteo Vandor eintrat, setzte sich Corvalán Nanclares für die Aufstellung von Peróns Ehefrau, Isabel Martínez de Perón, ein. Nachdem schlechten Abschneiden bei den Wahlen kam es bald darauf zur Auflösung der neoperonistischen Movimiento Popular Mendocino in der Provinz.

### Richter am Obersten Gerichtshof und Minister
In der Folgezeit war er wieder als Rechtsanwalt tätig, ehe er nach dem Wahlsieg von Juan Perón im September 1973 Richter am Obersten Gerichtshof (Corte Suprema de Justicia de la Nación Argentina) wurde.
Im Rahmen einer Regierungsumbildung berief ihn Präsidentin Isabel Martínez de Perón am 10. Juni 1975 zum Justizminister (Ministro de Justicia) in ihr Kabinett und damit zum Nachfolger von Antonio J. Benítez, der wiederum Innenminister wurde. Das Amt des Justizministers bekleidete Corvalán Nanclares bis zu seiner Ablösung durch José Deheza am 14. Januar 1976. Während dieser Zeit übernahm er als Nachfolger von Pedro José Bonanni zwischen dem 11. August und der Ablösung durch Antonio Cafiero am 14. August 1975 auch kommissarisch das Amt des Wirtschaftsministers (Ministerio de Economía). Er gehörte zu den einflussreichsten Unterstützern der Präsidentin, insbesondere nach dem Ausscheiden des Ministers für soziale Wohlfahrt, José López Rega, aus dem Kabinett am 11. Juli 1975.
Während der darauf folgenden Militärdiktatur zwischen 1976 und 1983 zog er sich weitgehend aus dem politischen Leben zurück und konzentrierte sich wieder auf seine anwaltliche Tätigkeit. 
Nach dem Ende der Militärdiktatur bemühte er sich bei den Peronisten für eine Aufstellung als Kandidat für das Amt des Gouverneurs von Mendoza, unterlag jedoch José Carlos Motta, der wiederum bei den Gouverneurswahlen im Oktober 1983 gegen den Kandidaten der Unión Cívica Radical (UCR), Santiago Llaver, verlor.

## Veröffentlichungen
- Justicalismo: la Hora de la Verdad, 1984
- Mi bronca y una esperanza, 1993